# Stazione di Monte Castiglione
La stazione di Monte Castiglione era una fermata ferroviaria posta lungo la ex linea ferroviaria a scartamento ridotto Trieste-Parenzo chiusa nel 31 agosto 1935. Era al servizio del comune di Trieste.